# Peekschlitten

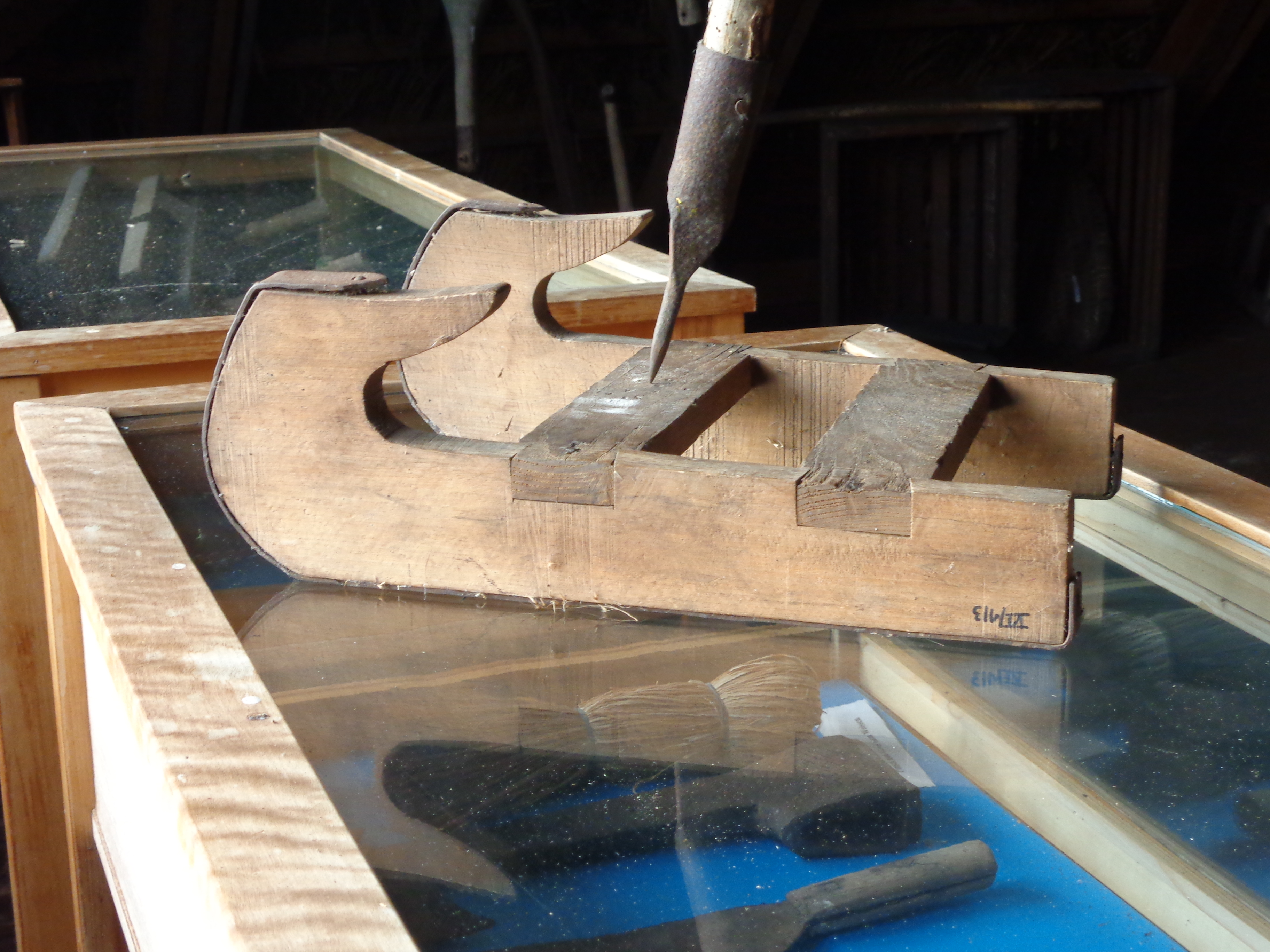
Peikschlitten und Peik (Wolhynier-Museum Linstow)

Peekschlitten sind kleine Schlitten mit Kufen aus Eisen. Sie dienten zur raschen Fortbewegung einzelner Personen auf Eis.
Flach und kurz gebaut, sind sie höchstens 50–60 cm lang. Zur Fortbewegung einer stehenden Person dient die Peik (Pieke), eine Holzstange mit Eisenspitze, mit der man sich zwischen den Beinen nach hinten abstößt.